# Ivànovka (Petrovsk)
Ivànovka - Ивановка (rus) - és un poble a l'óblast de Saràtov, a Rússia, segons el cens del 2010 tenia 1.898 habitants. Pertany al districte municipal de Petrovsk.